# Heterorrhina porphyretica
Heterorrhina porphyretica är en skalbaggsart som beskrevs av John Obadiah Westwood 1849. Heterorrhina porphyretica ingår i släktet Heterorrhina och familjen Cetoniidae. Inga underarter finns listade i Catalogue of Life.